# Susanna Kubelka
Susanna Kubelka   (Linz, 20 de setembre de 1942 - Viena, 5 de maig de 2024 ↔ 6 de maig de 2024) va ser una escriptora austríaca resident a París des del seu divorci el 1981. Era descendent de la noblesa txeca, vegetariana i germana del cineasta experimental Peter Kubelka.
Va deixar la secundària i va treballar breument com a professora de primària. Més endavant es va doctorar en literatura anglesa amb una tesi sobre la representació de les dones en les novel·les angleses del segle xviii. Posteriorment va treballar per a la publicació vienesa Die Presse i va viure i va treballar a Austràlia i Anglaterra quatre anys.

## Obra
- Endlich über vierzig. Der reifen Frau gehört die Welt (1980)
- Ich fang nochmal an. Glück und Erfolg in der zweiten Karriere (1981)
- Burg vorhanden, Prinz gesucht. Ein heiterer Roman (1983)
- Ophelia lernt schwimmen. Der Roman einer jungen Frau über vierzig (1987)
- Mein Wien (1990)
- Madame kommt heute später (1993)
- Das gesprengte Mieder (2000)
- Der zweite Frühling der Mimi Tulipan (2005)
- Adieu Wien, Bonjour Paris (2012)